# Koripallon miesten SM-sarjakausi 1951
La Koripallon miesten SM-sarjakausi 1951 è stata l'11ª edizione del massimo campionato finlandese di pallacanestro maschile. La vittoria finale è stata ad appannaggio dell'HOK-Veikot.

## Risultati

### Stagione regolare
|    | Squadra             | G | V | N | P | PF  | PS  | Pt. |
| -- | ------------------- | - | - | - | - | --- | --- | --- |
| 1. | HOK-Veikot          | 3 | 3 | 0 | 0 | 168 | 101 | 6   |
| 2. | Työväen Maila-Pojat | 3 | 2 | 0 | 1 | 157 | 143 | 4   |
| 3. | Karhun Pojat        | 3 | 1 | 0 | 2 | 116 | 136 | 2   |
| 4. | Kotkan Reipas       | 3 | 0 | 0 | 3 | 92  | 153 | 0   |

| Koripallon miesten SM-sarjakausi 1951 |
| ------------------------------------- |
| HOK-Veikot 6º titolo                  |

## Formazione vincitrice
| N° | Naz.                 | Ruolo | Sportivo       |  | Alt. |  |
| -- | -------------------- | ----- | -------------- |  | ---- |  |
|    | Finlandia (bandiera) |       | Esko Karhunen  |  |      |  |
|    | Finlandia (bandiera) |       | Olavi Lahtinen |  |      |  |